# Евдокимов, Николай Семёнович
Николай Семёнович Евдокимов (1922—2010) — советский, затем российский писатель, сценарист, переводчик, педагог.

## Биография
Родился в семье медиков, в 1923 переехавшей в Москву. В детстве посещал литературный кружок при Доме пионеров, занятия в котором вели К. Паустовский и Р. Фраерман. В 1940 призван в армию. Во время войны служил в полковой разведке, сержант; в 1942 после тяжёлой контузии демобилизован. В 1948 окончил Литинститут. Печатается с 1946. Член СП СССР с 1951. В 1971—2006 преподавал в Литинституте.

Поиски человеком внутреннего оправдания жизни остаются основной темой Евдокимова.
— Вольфганг Казак
Большинство произведений Н. Евдокимова переведены на английский, немецкий, испанский, финский, эстонский, украинский, венгерский, болгарский, польский, китайский языки.
Книги Н. Евдокимова изданы в Чехословакии, Австрии, США, Англии, Греции, Италии.
Похоронен в Москве на Ваганьковском кладбище.

## Творчество

### Избранные сочинения
- Рыбаки, 1948 (сборник)
- Высокая должность, 1950 (повесть о сталеварах)
- Грешница, 1961 (антирелигиозная повесть о пятидесятниках)
- У памяти свои законы // «Знамя», 1966, № 6-7, отд. изд. — 1979 (роман о человеке, переживающем духовный кризис)
- Необходимый человек // «Знамя», 1967, № 6
- Сказание о Нюрке — городской жительнице // «Дружба народов», 1970, № 7
- Была похоронка // «Наш современник», 1973, № 5 (рассказ об инвалиде войны, который из ложных опасений годами оставляет свою семью в уверенности, что он погиб)
- Происшествие из жизни Владимира Васильевича Махонина // «Новый мир», 1981, № 5
- Воспоминания о прекрасной Унгарии // «Дружба народов», 1983, № 6
- Трижды Величайший, или Повествование о бывшем из небывшего // Дружба народов. 1987. № 7-9; 2-е переработанное изд. 2009 (философско-фантастический роман о сыне Сатаны, ушедшем жить среди людей)
- Собиратель снов // «Октябрь», 1989, № 7
- Сентиментальное путешествие, 2001 (сборник)
- На пороге бытия, 2004 (сборник)
- Нелидово // Наш современник, 2008, № 8 (повесть)
- Счастливое кладбище // «Дружба Народов», № 3, 2008 (повесть)
- В пространстве времени, 2009 (сборник)
- Земляне, 2010 (избранные рассказы, издательство «Пик»)

### Публикации в газетах, журналах, антологиях, коллективных сборниках
- 1946 г. ж. « Октябрь» рассказ «Конец ночи», ж. «Октябрь» рассказ « У дороги»
- 1950 г. ж. «Октябрь» повесть «Высокая должность»
- 1965 г. ж. «Наш современник» повесть «Ни кола, ни двора»
- 1967 г. ж. «Знамя» рассказы «Случай в особняке», «Море — его земля»
- 1967 г. ж. «Знамя» повесть «Необходимый человек»
- 1970 г. ж. «Дружба народов» повесть «Сказание о Нюрке — городской жительнице»
- 1973 г. ж. «Наш современник» повесть «Была похоронка»
- 1977 г. ж. « Наш современник» повесть «Страстная площадь»
- 1979 г. ж. «Наш современник» повесть « Ожидание»
- 1981 г. ж. «Знамя» повесть «Обида»
- 1981 г ж. «Новый мир» повесть «Происшествие из жизни Владимира Васильевича Махонина»
- 1983 г. ж. «Дружба народов» повесть «Воспоминания о прекрасной Унгарии»
- 1987 г. ж. «Дружба народов» роман «Трижды Величайший или Повествование о бывшем из небывшего»
- 1989 г. ж. «Октябрь» повесть «Собиратель снов»
- 1990 г. ж. «Дружба народов» рассказы «В пространстве времени быстротекущем»
- 1993 г. ж. «Октябрь» рассказ «К сестре на день рождения»
- 1994 г. ж. «Поле Куликово» (Тула) рассказы «Ночная пристань», «Он сказал»
- 1996 г. ж. «Октябрь» рассказ «Ольга Александровна»
- 1997 г. ж. «Юность» рассказы «Погоня», «У самого неба»
- 1999 г. ж. «Наш современник» повесть «Сентиментальное путешествие»
- 2001 г. ж. «Наш современник» рассказ «Земляне»
- 2002 г. ж. «Наш современник» повесть «На пороге Бытия»
- 2006 г. ж. «Бельские просторы» (Уфа) повесть «Провинциальная история»
- 2006 г. ж. «Знамя» рассказ «Лиза — Елизавета, последняя жительница деревни Полянка»
- 2006 г. ж. «Дружба народов» рассказ «Доченьки, доченьки, доченьки мои»
- 2007 г. ж. «Бельские просторы» (Уфа) повесть «В пространстве времени быстротекущем»
- 2008 г. ж. «Дружба народов» повесть «Счастливое кладбище»
- 2008 г. ж. «Бельские просторы» (Уфа) рассказ «Холодно»
- 2008 г. ж. «Наш современник» повесть «Нелидово»

### Книги
- 1948 г. Крымское издательство рассказы, очерки «Рыбаки»
- 1952 г. Издательство «Молодая гвардия» повесть «Высокая должность»
- 1952 г. Издательство «Молодая гвардия» очерки «Покорение Дона»
- 1956 г. «Молодая гвардия» повесть «И снова в путь»
- 1961 г. «Советская Россия» повесть «Грешница»
- 1961 г. «Советская Россия» повесть Абдулжалилова Ф. А. «Крутые повороты» — перевод с ногайского Н. Евдокимова
- 1962 г. «Советская Россия» повести, рассказы «Конец ночи»
- 1966 г. «Советский писатель» роман «У памяти свои законы»
- 1968 г. «Советский писатель» повести, рассказы «День рождения»
- 1970 г. «Советский писатель» повести «Необходимый человек»
- 1971 г. «Советская Россия» повесть «Сказание о Нюрке, городской жительнице»
- 1973 г. «Советская Россия» повесть Р.Тухватуллина «Ягодные поляны» — перевод с татарского Н.Евдокимова.
- 1974 г. «Современник» повести «Житейские истории»
- 1975 г. «Советская Россия» повести, рассказы «Была война когда-то»
- 1975 г. «Советская Россия» «Реальность и воплощение» — размышления о творчестве.
- 1978 г. «Советская Россия» повесть М. Магомедова «Свадьба» — перевод с аварского Н.Евдокимова
- 1979 г. «Современник» повести, рассказы «У памяти свои законы»
- 1982 г. «Советская Россия» повесть «Вчера и сегодня»
- 1982 г. «Советский писатель» повести, рассказы «Страстная площадь»
- 1983 г. «Художественная литература» «Избранные произведения» в двух томах
- 1988 г. «Советская Россия» Страстная площадь. Повести. Рассказы
- 1988 г. «Современник» роман, повести «Происшествие из жизни…»
- 2001 г. «МГО Сп. России» повести, рассказы «Сентиментальное путешествие»
- 2004 г. Издательство «Пик» повести, рассказы «На пороге Бытия»
- 2009 г. Издательство «Пик» повести, рассказы «В пространстве времени»
- 2009 г. Издательство «Пик» роман «Трижды Величайший или Повествование о бывшем из небывшего» (Издание второе, переработанное)
- 2010 г. Издательство «Пик» Избранные рассказы «Земляне»

### Сценарии фильмов
- 1962 — Грешница
- 1968 — Любовь Серафима Фролова
- 1971 — Нюркина жизнь
- 1982 — Свидание с молодостью

## Награды
- Медаль «За победу над Германией»
- Медаль «60 лет победы в Великой Отечественной войне 1941—1945»
- Медаль «60 лет снятия блокады Ленинграда»
- Нагрудный знак-медаль «Честь и польза»
- Орден Дружбы народов
- Орден Отечественной войны
- Президентский грант «За особые заслуги перед Российской Федерацией»
- Благодарность Министра культуры Российской Федерации (14 октября 2003 года) — за многолетний плодотворный труд в области отечественной культуры и заслуги в развитии литературы[3].